# Islas Fox
Las islas Fox (del inglés: 'Fox Islands') son un grupo de islas de Estados Unidos localizadas en la parte oriental del archipiélago de las islas Aleutianas. Administrativamente, pertenecen al Área censal de Aleutians East del estado de Alaska.
Las islas Fox son el grupo de las Aleutianas más cercano al continente americano y se ubican inmediatamente al este del grupo de las islas de los Cuatro Volcanes.
Con niebla casi todo el año, las islas son difíciles de navegar debido al constante mal tiempo y a los numerosos arrecifes.
Las islas más grandes del grupo de las islas Fox son, de oeste a este: Umnak, Unalaska, Amaknak, Akutan, Akun, Unimak y Sanak.

## Historia
Habitadas por los aleutas durante siglos, las islas, junto con el resto de las Aleutianas, fueron visitadas por europeos por primera vez en 1741, cuando el navegante danés al servicio de la Armada rusa, Vitus Bering, buscaba nuevas fuentes de pieles.
El nombre de Fox es la traducción al inglés del nombre dado a las islas por exploradores y comerciantes de pieles rusos en el siglo XVIII.

## Trivia
El juego de PlayStation Metal Gear Solid se desarrolla en una isla ficticia en el archipiélago Fox, llamada "Shadow Moses".
- Datos: Q195182
- Multimedia: Fox Island (Alaska) / Q195182